# My Chemical Romance
My Chemical Romance (транскр.  Мај кемикал романс) је рок бенд из Њу Џерзија. Бенд је добио назив по књизи Ирвина Велша "Ecstasy: Three Tales of Chemical Romance".

## Биографија

### Рана каријера (2001—2003)
Бенд су основали фронтмен Џерард Веј и бивши бубњар Мет Пелисијер. Прва песма коју су написали "Skylines and Turnstiles" инспирисана је терористичким нападом на Светски трговински центар у Њујорку чији је Џерард био сведок. Убрзо им се придружио гитариста Реј Торо, затим Џерардов брат Мајки на бас гитари и Френк Ајиро на гитари.
Три месеца након оснивања бенда објавили су свој први албум, "I Brought You My Bullets, You Brought Me Your Love"
2003. године потписали су уговор са издавачком кућом "Reprise Records". Следе тура са бендом Авенгед Севенфолд и снимање албума Three Cheers for Sweet Revenge.

### Three Cheers for Sweet Revenge
Лета 2004. године остали чланови избацују бубњара Мета Пелисијера из бенда. Веровали су да, сада када су успешни, им је потребан бољи бубњар. Мет је поводом тога изјавио: "Забрљао сам пар пута уживо и Реј је рекао ми смо сада другачији бенд на другом нивоу, морамо да будемо успешни све време, више нам није нам угодно са тобом на бини, плашимо се да ћеш да забрљаш". На његово место је дошао Боб Брајар.
Албум објављен 2004. "Three Cheers for Sweet Revenge" постао је платинаст. Са овог албума имамо синглове "I'm Not Okay (I Promise)", "Helena" и "The Ghost of You".
Почетком 2005. бенд наступа на на фестивалу "Укус хаоса" и као предгупа на концертима Грин деја на њиховој промотивној тури поводом њиховог албума "American Idiot". Касније те године одржавају више концерта са групама Alkaline Trio и Full Effect широм САД.

### Life on the Murder Scene
Марта 2006. године објављују сет од два ДВД-а и једног ЦД-а "Life on the Murder Scene". Сет садржи ДВД са биографијом бенда и други ДВД са спотовима, снимцима прављења спотова и снимцима наступа уживо. На ЦД-у се налази албум "Three Cheers for Sweet Revenge".

### The Black Parade
Бенд је почео да снима трећи албум у априлу са Робом Каваљом, продуцентом многих албума Грин деј-а. У августу су завршили снимање спотова "Welcome to the Black Parade" и "Famous Last Words"
Током снимања спота "Famous Last Words" Џерард Веј и Боб Брајар су повређени. Џерард је повредио зглоб, а Брајар је добио опекотину на нози која је изазвала инфекцију. Бенд је био принуђен да откаже неколико концерата.
"The Black Parade" је њихов трећи студијски албум. Објављен је 23. октобра 2006. године. Као и претходна два албума и овај је концептни, где је у центру радње лик познат као "пацијент" који доживљава прерану смрт коју је проузроковао рак.
Њихов последњи спот "Famous Last Words" привукао је традиционалнију рок публику и скренуо са емо стила.

## Музички стил
Доста се расправљало какву музику MCR свира, мишљења су подељена, од панка до ема. Чланови бенда не воле да се музика коју свирају означава као "емо" јер како Џерард каже; "Када смо били још непознати били би срећни да је наша музика сматрана емом, зато што би нам то помогло да добијемо шансу да свирамо на концертима. Али оним људима се није допала наша музика, А сада када смо популарни људи би желели да нашу музику називају емо, али ми више не желимо да имамо ништа са њима".
На њих су највише утицале групе Queen, Thursday, Iron Maiden, The Misfits и Pink Floyd.

## Дискографија
Албуми
| Омот | Година објављивања | Албум                                                | Издавачка кућа  | US Billboard Peak табела | Продаја у САД |
|      | 2002               | I Brought You My Bullets, You Brought Me Your Love   | Eyeball Records |                          |               |
|      | 2004               | Three Cheers For Sweet Revenge                       | Reprise Records | #28                      | 2x Платинаста |
|      | 2006               | Life on the Murder Scene                             | Reprise Records | #30                      | Златна        |
|      | 2006               | The Black Parade                                     | Reprise Records | #2                       | Платинаста    |
|      | 2010               | Danger Days: The True Lives of the Fabulous Killjoys | Reprise Records | #8                       | Златна        |

| Година објављивања | Сингл                                                   | Позиције на табелама | Позиције на табелама | Позиције на табелама | Позиције на табелама | Позиције на табелама | Позиције на табелама | Са албума                                          |
| Година објављивања | Сингл                                                   | Billboard Hot 100    | Pop 100              | U.S. Modern Rock     | U.S. Mainstream Rock | UK Singles Chart     | ARIA Charts          | Са албума                                          |
| ------------------ | ------------------------------------------------------- | -------------------- | -------------------- | -------------------- | -------------------- | -------------------- | -------------------- | -------------------------------------------------- |
| 2002               | „Honey, This Mirror Isn't Big Enough for the Two of Us” | -                    | -                    | -                    | -                    | -                    | -                    | I Brought You My Bullets, You Brought Me Your Love |
| 2002               | „Vampires Will Never Hurt You”                          | -                    | -                    | -                    | -                    | -                    | -                    | I Brought You My Bullets, You Brought Me Your Love |
| 2004               | „Headfirst for Halos”                                   | -                    | -                    | -                    | -                    | -                    | -                    | I Brought You My Bullets, You Brought Me Your Love |
| 2004               | „Our Lady of Sorrows”                                   | -                    | -                    | -                    | -                    | -                    | -                    | I Brought You My Bullets, You Brought Me Your Love |
| 2004               | „Thank You for the Venom”                               | -                    | -                    | -                    | -                    | 71                   | -                    | Three Cheers for Sweet Revenge                     |
| 2004               | „I'm Not Okay (I Promise)”                              | 86                   | -                    | 4                    | -                    | 19                   | -                    | Three Cheers for Sweet Revenge                     |
| 2005               | „Helena”                                                | 33                   | 31                   | 11                   | -                    | 20                   | -                    | Three Cheers for Sweet Revenge                     |
| 2005               | „Under Pressure” (Са групом The Used)                   | 41                   | -                    | 28                   | -                    | -                    | -                    | In Love and Death (Албум групе The Used)           |
| 2005               | „The Ghost of You”                                      | 84                   | 78                   | 9                    | 38                   | 27                   | -                    | Three Cheers for Sweet Revenge                     |
| 2006               | „Welcome to the Black Parade”                           | 9                    | 8                    | 1 (7 недеља)         | 24                   | 1 (2 недеље)         | 14                   | The Black Parade                                   |
| 2007               | „Famous Last Words”                                     | 88                   | -                    | 4                    | 32                   | 8                    | 20                   | The Black Parade                                   |